# Info (glazbeni sastav)
Info je hrvatski glazbeni sastav s članovima iz Splita, Dubrovnika, Imotskog i Žrnovnice. 
Rade Popadić je nakon sedam godina razišao se s klapom Sveti Florijan. Dvojeći kamo nastaviti svoj glazbeni put, odlučio je napraviti pop sastav jer je takav izričaj vrlo skromno zastupljen, pogotovo u Splitu. Popadić je prvo kontaktirao s voditeljem studentskog zbora VIS Veritasa Antonija Grkeša kad je odlučio napraviti sastav. Dubrovčanin Grkeš je tad bio student UMAS-a, svirao je brojna glazbala, skladatelj i bio je pravi čovjek za to. Grkeš je u sastav doveo prijatelja iz Imotskog Hrvoja Domazeta, koji je iz glazbene obitelji i svira brojna glazbala, a poslije je u Infu producent i aranžer. Ivan Trpimir Lozić iz sastava Aure je ušao u sastav kao izrazito talentiran glazbenik, nevjerojatnih vokalnih sposobnosti. Zadnji se je priključio Ivan Anić, koji živi glazbu, a publici poznat i po nastupu u ”The Voiceu”.
Sastav danas čine petorica članova. Sviraju pop rock. Izjavili su da domaćoj glazbenoj sceni žele pružiti novi zvuk. Članovi su: Ivan Anić, Ivan Trpimir Lozić (frontmen), Antonio Grkeš, Hrvoje Domazet i Rade Popadić. Samostalna su glazbena cjelina. Prvi singl koji su snimili nosi naslov Samo noćas, a pola godine potom i spot za skladbu Kreni koju potpisuju Antonio Grkeš i Kaštelanin Joško Markov. Skladbu je producirao Hrvoje Domazet, a spot djelo je Ivana Trpimira Lozića. Skladba Kreni je ljubavna balada.

## Vanjske poveznice
- Info - Kreni, kanal Croatije Records na YouTubeu